# Латыпов, Наиль Мазгутович
Наи́ль Мазгу́тович Латы́пов (род. 5 октября 1956) — российский дипломат. Чрезвычайный и полномочный посланник 1 класса (2021).

## Биография
Окончил Московский государственный институт международных отношений (МГИМО) МИД СССР (1983). На дипломатической работе с 1983 года. Владеет японским и английским языками.
В 1999—2003 годах — консул, консул-советник Генерального консульства Российской Федерации в Саппоро (Япония).
В 2003—2004 годах — старший советник Второго департамента Азии МИД России.
В 2004—2008 годах — начальник отдела во Втором департаменте Азии, Первом департаменте Азии МИД России.
В 2008 году — начальник отдела в Департаменте стран азиатско-тихоокеанского региона МИД России.
В 2008—2010 годах — заместитель директора Департамента стран азиатско-тихоокеанского региона МИД России.
В 2010—2011 годах — заместитель директора Третьего департамента Азии МИД России.
В 2011—2015 годах — генеральный консул Российской Федерации в Осаке (Япония).
В 2015—2019 годах — заместитель директора Консульского департамента МИД России.
С 25 октября 2019 года — чрезвычайный и полномочный посол Российской Федерации в Малайзии. 16 января 2020 года вручил верительные грамоты Верховному правителю Малайзии Абдулле Ахмаду Шаху.

## Дипломатический ранг
- Чрезвычайный и полномочный посланник 2 класса (21 февраля 2011)[2].
- Чрезвычайный и полномочный посланник 1 класса (11 июня 2021)[3].